# Хавель, Мирослав
Ми́рослав Ха́вель (чеш. Miroslav Havel; настоящая фамилия Коштал (Košťál); 7 ноября 1881, Теплице — 8 июля 1958, Прага) — чехословацкий шахматный композитор; заслуженный мастер спорта
ЧССР (1957) и международный арбитр (1956) по шахматной композиции, видный представитель и теоретик чешской школы в задачной композиции 1-й половины XX века. Редактор задачного отдела журнала «Ческословенски шах» (1927—1933) и «Шахове умени» (1947—1951), отдела композиции в газеты «Народни освобозени» (1924—1939 и 1945—1948), журнала «Ревю ФИДЕ» (1954—1958). Председатель объединения любителей шахматной композиции Чехословакии (1946—1950 и 1957—1958). Автор многих статей по теории композиции. Основная профессия: железнодорожник.
С 1898 года опубликовал 1940 композиций: преимущественно это трёхходовки, есть также многоходовки, около 60 этюдов, задачи на кооперативный мат и задачи на цилиндрической доске (см. Цилиндрические шахматы). Завоевал на конкурсах свыше 210 призов, в том числе первых — 71.
После смерти Й. Поспишила Xавель — признанный лидер чешской школы в задаче. Способствовал совершенствованию формы чешских трёх- и многоходовок. Считал, что в тематической игре и матовых финалах, которыми заканчиваются главные варианты задачи, участие должны принимать все имеющиеся на доске силы белых. Допускал использование белых пешек лишь в тех случаях, когда они участвуют в создании чистых и экономичных матовых позиций наравне с другими фигурами. Полагал, что в задаче должно быть не менее 3 равноценных вариантов с правильными матами [см. Правильный мат (пат)], составляющих единое целое. Любимый мотив Xавеля — повторение матовой позиции в 2 и более вариантах — эхо- и эхо-хамелеонные маты [см. Эхо-маты (паты)], причём ради точного повторения Xавель иногда жертвовал даже чистотой матовой позиции. Его задачи признаны совершенными как по форме, так и по содержанию. Наиболее полное (1700 композиций) творчество Xавеля представлено в сборнике 1975 года. Этюды Хавель начал составлять в 1920-е годы, причём нередко демонстрировал в них задачные темы, характерные для чешской школы (например, эхо-синтез).

## Задачи
|   | a | b | c | d | e | f | g | h |   |
| - | --- | --- | --- | --- | --- | --- | --- | --- | - |
| 8 | b8 белый ферзь · b7 чёрная пешка · e6 чёрный король · f6 чёрная пешка · c5 чёрная пешка · c4 белый конь · c2 белый король · d2 белая ладья · c1 чёрный конь · h1 белый слон | b8 белый ферзь · b7 чёрная пешка · e6 чёрный король · f6 чёрная пешка · c5 чёрная пешка · c4 белый конь · c2 белый король · d2 белая ладья · c1 чёрный конь · h1 белый слон | b8 белый ферзь · b7 чёрная пешка · e6 чёрный король · f6 чёрная пешка · c5 чёрная пешка · c4 белый конь · c2 белый король · d2 белая ладья · c1 чёрный конь · h1 белый слон | b8 белый ферзь · b7 чёрная пешка · e6 чёрный король · f6 чёрная пешка · c5 чёрная пешка · c4 белый конь · c2 белый король · d2 белая ладья · c1 чёрный конь · h1 белый слон | b8 белый ферзь · b7 чёрная пешка · e6 чёрный король · f6 чёрная пешка · c5 чёрная пешка · c4 белый конь · c2 белый король · d2 белая ладья · c1 чёрный конь · h1 белый слон | b8 белый ферзь · b7 чёрная пешка · e6 чёрный король · f6 чёрная пешка · c5 чёрная пешка · c4 белый конь · c2 белый король · d2 белая ладья · c1 чёрный конь · h1 белый слон | b8 белый ферзь · b7 чёрная пешка · e6 чёрный король · f6 чёрная пешка · c5 чёрная пешка · c4 белый конь · c2 белый король · d2 белая ладья · c1 чёрный конь · h1 белый слон | b8 белый ферзь · b7 чёрная пешка · e6 чёрный король · f6 чёрная пешка · c5 чёрная пешка · c4 белый конь · c2 белый король · d2 белая ладья · c1 чёрный конь · h1 белый слон | 8 |
| 7 | b8 белый ферзь · b7 чёрная пешка · e6 чёрный король · f6 чёрная пешка · c5 чёрная пешка · c4 белый конь · c2 белый король · d2 белая ладья · c1 чёрный конь · h1 белый слон | b8 белый ферзь · b7 чёрная пешка · e6 чёрный король · f6 чёрная пешка · c5 чёрная пешка · c4 белый конь · c2 белый король · d2 белая ладья · c1 чёрный конь · h1 белый слон | b8 белый ферзь · b7 чёрная пешка · e6 чёрный король · f6 чёрная пешка · c5 чёрная пешка · c4 белый конь · c2 белый король · d2 белая ладья · c1 чёрный конь · h1 белый слон | b8 белый ферзь · b7 чёрная пешка · e6 чёрный король · f6 чёрная пешка · c5 чёрная пешка · c4 белый конь · c2 белый король · d2 белая ладья · c1 чёрный конь · h1 белый слон | b8 белый ферзь · b7 чёрная пешка · e6 чёрный король · f6 чёрная пешка · c5 чёрная пешка · c4 белый конь · c2 белый король · d2 белая ладья · c1 чёрный конь · h1 белый слон | b8 белый ферзь · b7 чёрная пешка · e6 чёрный король · f6 чёрная пешка · c5 чёрная пешка · c4 белый конь · c2 белый король · d2 белая ладья · c1 чёрный конь · h1 белый слон | b8 белый ферзь · b7 чёрная пешка · e6 чёрный король · f6 чёрная пешка · c5 чёрная пешка · c4 белый конь · c2 белый король · d2 белая ладья · c1 чёрный конь · h1 белый слон | b8 белый ферзь · b7 чёрная пешка · e6 чёрный король · f6 чёрная пешка · c5 чёрная пешка · c4 белый конь · c2 белый король · d2 белая ладья · c1 чёрный конь · h1 белый слон | 7 |
| 6 | b8 белый ферзь · b7 чёрная пешка · e6 чёрный король · f6 чёрная пешка · c5 чёрная пешка · c4 белый конь · c2 белый король · d2 белая ладья · c1 чёрный конь · h1 белый слон | b8 белый ферзь · b7 чёрная пешка · e6 чёрный король · f6 чёрная пешка · c5 чёрная пешка · c4 белый конь · c2 белый король · d2 белая ладья · c1 чёрный конь · h1 белый слон | b8 белый ферзь · b7 чёрная пешка · e6 чёрный король · f6 чёрная пешка · c5 чёрная пешка · c4 белый конь · c2 белый король · d2 белая ладья · c1 чёрный конь · h1 белый слон | b8 белый ферзь · b7 чёрная пешка · e6 чёрный король · f6 чёрная пешка · c5 чёрная пешка · c4 белый конь · c2 белый король · d2 белая ладья · c1 чёрный конь · h1 белый слон | b8 белый ферзь · b7 чёрная пешка · e6 чёрный король · f6 чёрная пешка · c5 чёрная пешка · c4 белый конь · c2 белый король · d2 белая ладья · c1 чёрный конь · h1 белый слон | b8 белый ферзь · b7 чёрная пешка · e6 чёрный король · f6 чёрная пешка · c5 чёрная пешка · c4 белый конь · c2 белый король · d2 белая ладья · c1 чёрный конь · h1 белый слон | b8 белый ферзь · b7 чёрная пешка · e6 чёрный король · f6 чёрная пешка · c5 чёрная пешка · c4 белый конь · c2 белый король · d2 белая ладья · c1 чёрный конь · h1 белый слон | b8 белый ферзь · b7 чёрная пешка · e6 чёрный король · f6 чёрная пешка · c5 чёрная пешка · c4 белый конь · c2 белый король · d2 белая ладья · c1 чёрный конь · h1 белый слон | 6 |
| 5 | b8 белый ферзь · b7 чёрная пешка · e6 чёрный король · f6 чёрная пешка · c5 чёрная пешка · c4 белый конь · c2 белый король · d2 белая ладья · c1 чёрный конь · h1 белый слон | b8 белый ферзь · b7 чёрная пешка · e6 чёрный король · f6 чёрная пешка · c5 чёрная пешка · c4 белый конь · c2 белый король · d2 белая ладья · c1 чёрный конь · h1 белый слон | b8 белый ферзь · b7 чёрная пешка · e6 чёрный король · f6 чёрная пешка · c5 чёрная пешка · c4 белый конь · c2 белый король · d2 белая ладья · c1 чёрный конь · h1 белый слон | b8 белый ферзь · b7 чёрная пешка · e6 чёрный король · f6 чёрная пешка · c5 чёрная пешка · c4 белый конь · c2 белый король · d2 белая ладья · c1 чёрный конь · h1 белый слон | b8 белый ферзь · b7 чёрная пешка · e6 чёрный король · f6 чёрная пешка · c5 чёрная пешка · c4 белый конь · c2 белый король · d2 белая ладья · c1 чёрный конь · h1 белый слон | b8 белый ферзь · b7 чёрная пешка · e6 чёрный король · f6 чёрная пешка · c5 чёрная пешка · c4 белый конь · c2 белый король · d2 белая ладья · c1 чёрный конь · h1 белый слон | b8 белый ферзь · b7 чёрная пешка · e6 чёрный король · f6 чёрная пешка · c5 чёрная пешка · c4 белый конь · c2 белый король · d2 белая ладья · c1 чёрный конь · h1 белый слон | b8 белый ферзь · b7 чёрная пешка · e6 чёрный король · f6 чёрная пешка · c5 чёрная пешка · c4 белый конь · c2 белый король · d2 белая ладья · c1 чёрный конь · h1 белый слон | 5 |
| 4 | b8 белый ферзь · b7 чёрная пешка · e6 чёрный король · f6 чёрная пешка · c5 чёрная пешка · c4 белый конь · c2 белый король · d2 белая ладья · c1 чёрный конь · h1 белый слон | b8 белый ферзь · b7 чёрная пешка · e6 чёрный король · f6 чёрная пешка · c5 чёрная пешка · c4 белый конь · c2 белый король · d2 белая ладья · c1 чёрный конь · h1 белый слон | b8 белый ферзь · b7 чёрная пешка · e6 чёрный король · f6 чёрная пешка · c5 чёрная пешка · c4 белый конь · c2 белый король · d2 белая ладья · c1 чёрный конь · h1 белый слон | b8 белый ферзь · b7 чёрная пешка · e6 чёрный король · f6 чёрная пешка · c5 чёрная пешка · c4 белый конь · c2 белый король · d2 белая ладья · c1 чёрный конь · h1 белый слон | b8 белый ферзь · b7 чёрная пешка · e6 чёрный король · f6 чёрная пешка · c5 чёрная пешка · c4 белый конь · c2 белый король · d2 белая ладья · c1 чёрный конь · h1 белый слон | b8 белый ферзь · b7 чёрная пешка · e6 чёрный король · f6 чёрная пешка · c5 чёрная пешка · c4 белый конь · c2 белый король · d2 белая ладья · c1 чёрный конь · h1 белый слон | b8 белый ферзь · b7 чёрная пешка · e6 чёрный король · f6 чёрная пешка · c5 чёрная пешка · c4 белый конь · c2 белый король · d2 белая ладья · c1 чёрный конь · h1 белый слон | b8 белый ферзь · b7 чёрная пешка · e6 чёрный король · f6 чёрная пешка · c5 чёрная пешка · c4 белый конь · c2 белый король · d2 белая ладья · c1 чёрный конь · h1 белый слон | 4 |
| 3 | b8 белый ферзь · b7 чёрная пешка · e6 чёрный король · f6 чёрная пешка · c5 чёрная пешка · c4 белый конь · c2 белый король · d2 белая ладья · c1 чёрный конь · h1 белый слон | b8 белый ферзь · b7 чёрная пешка · e6 чёрный король · f6 чёрная пешка · c5 чёрная пешка · c4 белый конь · c2 белый король · d2 белая ладья · c1 чёрный конь · h1 белый слон | b8 белый ферзь · b7 чёрная пешка · e6 чёрный король · f6 чёрная пешка · c5 чёрная пешка · c4 белый конь · c2 белый король · d2 белая ладья · c1 чёрный конь · h1 белый слон | b8 белый ферзь · b7 чёрная пешка · e6 чёрный король · f6 чёрная пешка · c5 чёрная пешка · c4 белый конь · c2 белый король · d2 белая ладья · c1 чёрный конь · h1 белый слон | b8 белый ферзь · b7 чёрная пешка · e6 чёрный король · f6 чёрная пешка · c5 чёрная пешка · c4 белый конь · c2 белый король · d2 белая ладья · c1 чёрный конь · h1 белый слон | b8 белый ферзь · b7 чёрная пешка · e6 чёрный король · f6 чёрная пешка · c5 чёрная пешка · c4 белый конь · c2 белый король · d2 белая ладья · c1 чёрный конь · h1 белый слон | b8 белый ферзь · b7 чёрная пешка · e6 чёрный король · f6 чёрная пешка · c5 чёрная пешка · c4 белый конь · c2 белый король · d2 белая ладья · c1 чёрный конь · h1 белый слон | b8 белый ферзь · b7 чёрная пешка · e6 чёрный король · f6 чёрная пешка · c5 чёрная пешка · c4 белый конь · c2 белый король · d2 белая ладья · c1 чёрный конь · h1 белый слон | 3 |
| 2 | b8 белый ферзь · b7 чёрная пешка · e6 чёрный король · f6 чёрная пешка · c5 чёрная пешка · c4 белый конь · c2 белый король · d2 белая ладья · c1 чёрный конь · h1 белый слон | b8 белый ферзь · b7 чёрная пешка · e6 чёрный король · f6 чёрная пешка · c5 чёрная пешка · c4 белый конь · c2 белый король · d2 белая ладья · c1 чёрный конь · h1 белый слон | b8 белый ферзь · b7 чёрная пешка · e6 чёрный король · f6 чёрная пешка · c5 чёрная пешка · c4 белый конь · c2 белый король · d2 белая ладья · c1 чёрный конь · h1 белый слон | b8 белый ферзь · b7 чёрная пешка · e6 чёрный король · f6 чёрная пешка · c5 чёрная пешка · c4 белый конь · c2 белый король · d2 белая ладья · c1 чёрный конь · h1 белый слон | b8 белый ферзь · b7 чёрная пешка · e6 чёрный король · f6 чёрная пешка · c5 чёрная пешка · c4 белый конь · c2 белый король · d2 белая ладья · c1 чёрный конь · h1 белый слон | b8 белый ферзь · b7 чёрная пешка · e6 чёрный король · f6 чёрная пешка · c5 чёрная пешка · c4 белый конь · c2 белый король · d2 белая ладья · c1 чёрный конь · h1 белый слон | b8 белый ферзь · b7 чёрная пешка · e6 чёрный король · f6 чёрная пешка · c5 чёрная пешка · c4 белый конь · c2 белый король · d2 белая ладья · c1 чёрный конь · h1 белый слон | b8 белый ферзь · b7 чёрная пешка · e6 чёрный король · f6 чёрная пешка · c5 чёрная пешка · c4 белый конь · c2 белый король · d2 белая ладья · c1 чёрный конь · h1 белый слон | 2 |
| 1 | b8 белый ферзь · b7 чёрная пешка · e6 чёрный король · f6 чёрная пешка · c5 чёрная пешка · c4 белый конь · c2 белый король · d2 белая ладья · c1 чёрный конь · h1 белый слон | b8 белый ферзь · b7 чёрная пешка · e6 чёрный король · f6 чёрная пешка · c5 чёрная пешка · c4 белый конь · c2 белый король · d2 белая ладья · c1 чёрный конь · h1 белый слон | b8 белый ферзь · b7 чёрная пешка · e6 чёрный король · f6 чёрная пешка · c5 чёрная пешка · c4 белый конь · c2 белый король · d2 белая ладья · c1 чёрный конь · h1 белый слон | b8 белый ферзь · b7 чёрная пешка · e6 чёрный король · f6 чёрная пешка · c5 чёрная пешка · c4 белый конь · c2 белый король · d2 белая ладья · c1 чёрный конь · h1 белый слон | b8 белый ферзь · b7 чёрная пешка · e6 чёрный король · f6 чёрная пешка · c5 чёрная пешка · c4 белый конь · c2 белый король · d2 белая ладья · c1 чёрный конь · h1 белый слон | b8 белый ферзь · b7 чёрная пешка · e6 чёрный король · f6 чёрная пешка · c5 чёрная пешка · c4 белый конь · c2 белый король · d2 белая ладья · c1 чёрный конь · h1 белый слон | b8 белый ферзь · b7 чёрная пешка · e6 чёрный король · f6 чёрная пешка · c5 чёрная пешка · c4 белый конь · c2 белый король · d2 белая ладья · c1 чёрный конь · h1 белый слон | b8 белый ферзь · b7 чёрная пешка · e6 чёрный король · f6 чёрная пешка · c5 чёрная пешка · c4 белый конь · c2 белый король · d2 белая ладья · c1 чёрный конь · h1 белый слон | 1 |
|   | a | b | c | d | e | f | g | h |   |

1.Лg2! с угрозой 2.Фg8+ Kpd7 3.Лg7#, 

1. … Kpd5 2.Фе8! Кр: с4 3.Лg4#, 

1. … Kpf5 2.Фс8+ Кре4 3.Лg4#
|   | a | b | c | d | e | f | g | h |   |
| - | --- | --- | --- | --- | --- | --- | --- | --- | - |
| 8 | e8 белый король · c7 белый слон · h7 чёрная пешка · d6 белый конь · e5 чёрный король · c4 чёрная ладья · d3 белый ферзь · g2 белый слон · a1 чёрный слон | e8 белый король · c7 белый слон · h7 чёрная пешка · d6 белый конь · e5 чёрный король · c4 чёрная ладья · d3 белый ферзь · g2 белый слон · a1 чёрный слон | e8 белый король · c7 белый слон · h7 чёрная пешка · d6 белый конь · e5 чёрный король · c4 чёрная ладья · d3 белый ферзь · g2 белый слон · a1 чёрный слон | e8 белый король · c7 белый слон · h7 чёрная пешка · d6 белый конь · e5 чёрный король · c4 чёрная ладья · d3 белый ферзь · g2 белый слон · a1 чёрный слон | e8 белый король · c7 белый слон · h7 чёрная пешка · d6 белый конь · e5 чёрный король · c4 чёрная ладья · d3 белый ферзь · g2 белый слон · a1 чёрный слон | e8 белый король · c7 белый слон · h7 чёрная пешка · d6 белый конь · e5 чёрный король · c4 чёрная ладья · d3 белый ферзь · g2 белый слон · a1 чёрный слон | e8 белый король · c7 белый слон · h7 чёрная пешка · d6 белый конь · e5 чёрный король · c4 чёрная ладья · d3 белый ферзь · g2 белый слон · a1 чёрный слон | e8 белый король · c7 белый слон · h7 чёрная пешка · d6 белый конь · e5 чёрный король · c4 чёрная ладья · d3 белый ферзь · g2 белый слон · a1 чёрный слон | 8 |
| 7 | e8 белый король · c7 белый слон · h7 чёрная пешка · d6 белый конь · e5 чёрный король · c4 чёрная ладья · d3 белый ферзь · g2 белый слон · a1 чёрный слон | e8 белый король · c7 белый слон · h7 чёрная пешка · d6 белый конь · e5 чёрный король · c4 чёрная ладья · d3 белый ферзь · g2 белый слон · a1 чёрный слон | e8 белый король · c7 белый слон · h7 чёрная пешка · d6 белый конь · e5 чёрный король · c4 чёрная ладья · d3 белый ферзь · g2 белый слон · a1 чёрный слон | e8 белый король · c7 белый слон · h7 чёрная пешка · d6 белый конь · e5 чёрный король · c4 чёрная ладья · d3 белый ферзь · g2 белый слон · a1 чёрный слон | e8 белый король · c7 белый слон · h7 чёрная пешка · d6 белый конь · e5 чёрный король · c4 чёрная ладья · d3 белый ферзь · g2 белый слон · a1 чёрный слон | e8 белый король · c7 белый слон · h7 чёрная пешка · d6 белый конь · e5 чёрный король · c4 чёрная ладья · d3 белый ферзь · g2 белый слон · a1 чёрный слон | e8 белый король · c7 белый слон · h7 чёрная пешка · d6 белый конь · e5 чёрный король · c4 чёрная ладья · d3 белый ферзь · g2 белый слон · a1 чёрный слон | e8 белый король · c7 белый слон · h7 чёрная пешка · d6 белый конь · e5 чёрный король · c4 чёрная ладья · d3 белый ферзь · g2 белый слон · a1 чёрный слон | 7 |
| 6 | e8 белый король · c7 белый слон · h7 чёрная пешка · d6 белый конь · e5 чёрный король · c4 чёрная ладья · d3 белый ферзь · g2 белый слон · a1 чёрный слон | e8 белый король · c7 белый слон · h7 чёрная пешка · d6 белый конь · e5 чёрный король · c4 чёрная ладья · d3 белый ферзь · g2 белый слон · a1 чёрный слон | e8 белый король · c7 белый слон · h7 чёрная пешка · d6 белый конь · e5 чёрный король · c4 чёрная ладья · d3 белый ферзь · g2 белый слон · a1 чёрный слон | e8 белый король · c7 белый слон · h7 чёрная пешка · d6 белый конь · e5 чёрный король · c4 чёрная ладья · d3 белый ферзь · g2 белый слон · a1 чёрный слон | e8 белый король · c7 белый слон · h7 чёрная пешка · d6 белый конь · e5 чёрный король · c4 чёрная ладья · d3 белый ферзь · g2 белый слон · a1 чёрный слон | e8 белый король · c7 белый слон · h7 чёрная пешка · d6 белый конь · e5 чёрный король · c4 чёрная ладья · d3 белый ферзь · g2 белый слон · a1 чёрный слон | e8 белый король · c7 белый слон · h7 чёрная пешка · d6 белый конь · e5 чёрный король · c4 чёрная ладья · d3 белый ферзь · g2 белый слон · a1 чёрный слон | e8 белый король · c7 белый слон · h7 чёрная пешка · d6 белый конь · e5 чёрный король · c4 чёрная ладья · d3 белый ферзь · g2 белый слон · a1 чёрный слон | 6 |
| 5 | e8 белый король · c7 белый слон · h7 чёрная пешка · d6 белый конь · e5 чёрный король · c4 чёрная ладья · d3 белый ферзь · g2 белый слон · a1 чёрный слон | e8 белый король · c7 белый слон · h7 чёрная пешка · d6 белый конь · e5 чёрный король · c4 чёрная ладья · d3 белый ферзь · g2 белый слон · a1 чёрный слон | e8 белый король · c7 белый слон · h7 чёрная пешка · d6 белый конь · e5 чёрный король · c4 чёрная ладья · d3 белый ферзь · g2 белый слон · a1 чёрный слон | e8 белый король · c7 белый слон · h7 чёрная пешка · d6 белый конь · e5 чёрный король · c4 чёрная ладья · d3 белый ферзь · g2 белый слон · a1 чёрный слон | e8 белый король · c7 белый слон · h7 чёрная пешка · d6 белый конь · e5 чёрный король · c4 чёрная ладья · d3 белый ферзь · g2 белый слон · a1 чёрный слон | e8 белый король · c7 белый слон · h7 чёрная пешка · d6 белый конь · e5 чёрный король · c4 чёрная ладья · d3 белый ферзь · g2 белый слон · a1 чёрный слон | e8 белый король · c7 белый слон · h7 чёрная пешка · d6 белый конь · e5 чёрный король · c4 чёрная ладья · d3 белый ферзь · g2 белый слон · a1 чёрный слон | e8 белый король · c7 белый слон · h7 чёрная пешка · d6 белый конь · e5 чёрный король · c4 чёрная ладья · d3 белый ферзь · g2 белый слон · a1 чёрный слон | 5 |
| 4 | e8 белый король · c7 белый слон · h7 чёрная пешка · d6 белый конь · e5 чёрный король · c4 чёрная ладья · d3 белый ферзь · g2 белый слон · a1 чёрный слон | e8 белый король · c7 белый слон · h7 чёрная пешка · d6 белый конь · e5 чёрный король · c4 чёрная ладья · d3 белый ферзь · g2 белый слон · a1 чёрный слон | e8 белый король · c7 белый слон · h7 чёрная пешка · d6 белый конь · e5 чёрный король · c4 чёрная ладья · d3 белый ферзь · g2 белый слон · a1 чёрный слон | e8 белый король · c7 белый слон · h7 чёрная пешка · d6 белый конь · e5 чёрный король · c4 чёрная ладья · d3 белый ферзь · g2 белый слон · a1 чёрный слон | e8 белый король · c7 белый слон · h7 чёрная пешка · d6 белый конь · e5 чёрный король · c4 чёрная ладья · d3 белый ферзь · g2 белый слон · a1 чёрный слон | e8 белый король · c7 белый слон · h7 чёрная пешка · d6 белый конь · e5 чёрный король · c4 чёрная ладья · d3 белый ферзь · g2 белый слон · a1 чёрный слон | e8 белый король · c7 белый слон · h7 чёрная пешка · d6 белый конь · e5 чёрный король · c4 чёрная ладья · d3 белый ферзь · g2 белый слон · a1 чёрный слон | e8 белый король · c7 белый слон · h7 чёрная пешка · d6 белый конь · e5 чёрный король · c4 чёрная ладья · d3 белый ферзь · g2 белый слон · a1 чёрный слон | 4 |
| 3 | e8 белый король · c7 белый слон · h7 чёрная пешка · d6 белый конь · e5 чёрный король · c4 чёрная ладья · d3 белый ферзь · g2 белый слон · a1 чёрный слон | e8 белый король · c7 белый слон · h7 чёрная пешка · d6 белый конь · e5 чёрный король · c4 чёрная ладья · d3 белый ферзь · g2 белый слон · a1 чёрный слон | e8 белый король · c7 белый слон · h7 чёрная пешка · d6 белый конь · e5 чёрный король · c4 чёрная ладья · d3 белый ферзь · g2 белый слон · a1 чёрный слон | e8 белый король · c7 белый слон · h7 чёрная пешка · d6 белый конь · e5 чёрный король · c4 чёрная ладья · d3 белый ферзь · g2 белый слон · a1 чёрный слон | e8 белый король · c7 белый слон · h7 чёрная пешка · d6 белый конь · e5 чёрный король · c4 чёрная ладья · d3 белый ферзь · g2 белый слон · a1 чёрный слон | e8 белый король · c7 белый слон · h7 чёрная пешка · d6 белый конь · e5 чёрный король · c4 чёрная ладья · d3 белый ферзь · g2 белый слон · a1 чёрный слон | e8 белый король · c7 белый слон · h7 чёрная пешка · d6 белый конь · e5 чёрный король · c4 чёрная ладья · d3 белый ферзь · g2 белый слон · a1 чёрный слон | e8 белый король · c7 белый слон · h7 чёрная пешка · d6 белый конь · e5 чёрный король · c4 чёрная ладья · d3 белый ферзь · g2 белый слон · a1 чёрный слон | 3 |
| 2 | e8 белый король · c7 белый слон · h7 чёрная пешка · d6 белый конь · e5 чёрный король · c4 чёрная ладья · d3 белый ферзь · g2 белый слон · a1 чёрный слон | e8 белый король · c7 белый слон · h7 чёрная пешка · d6 белый конь · e5 чёрный король · c4 чёрная ладья · d3 белый ферзь · g2 белый слон · a1 чёрный слон | e8 белый король · c7 белый слон · h7 чёрная пешка · d6 белый конь · e5 чёрный король · c4 чёрная ладья · d3 белый ферзь · g2 белый слон · a1 чёрный слон | e8 белый король · c7 белый слон · h7 чёрная пешка · d6 белый конь · e5 чёрный король · c4 чёрная ладья · d3 белый ферзь · g2 белый слон · a1 чёрный слон | e8 белый король · c7 белый слон · h7 чёрная пешка · d6 белый конь · e5 чёрный король · c4 чёрная ладья · d3 белый ферзь · g2 белый слон · a1 чёрный слон | e8 белый король · c7 белый слон · h7 чёрная пешка · d6 белый конь · e5 чёрный король · c4 чёрная ладья · d3 белый ферзь · g2 белый слон · a1 чёрный слон | e8 белый король · c7 белый слон · h7 чёрная пешка · d6 белый конь · e5 чёрный король · c4 чёрная ладья · d3 белый ферзь · g2 белый слон · a1 чёрный слон | e8 белый король · c7 белый слон · h7 чёрная пешка · d6 белый конь · e5 чёрный король · c4 чёрная ладья · d3 белый ферзь · g2 белый слон · a1 чёрный слон | 2 |
| 1 | e8 белый король · c7 белый слон · h7 чёрная пешка · d6 белый конь · e5 чёрный король · c4 чёрная ладья · d3 белый ферзь · g2 белый слон · a1 чёрный слон | e8 белый король · c7 белый слон · h7 чёрная пешка · d6 белый конь · e5 чёрный король · c4 чёрная ладья · d3 белый ферзь · g2 белый слон · a1 чёрный слон | e8 белый король · c7 белый слон · h7 чёрная пешка · d6 белый конь · e5 чёрный король · c4 чёрная ладья · d3 белый ферзь · g2 белый слон · a1 чёрный слон | e8 белый король · c7 белый слон · h7 чёрная пешка · d6 белый конь · e5 чёрный король · c4 чёрная ладья · d3 белый ферзь · g2 белый слон · a1 чёрный слон | e8 белый король · c7 белый слон · h7 чёрная пешка · d6 белый конь · e5 чёрный король · c4 чёрная ладья · d3 белый ферзь · g2 белый слон · a1 чёрный слон | e8 белый король · c7 белый слон · h7 чёрная пешка · d6 белый конь · e5 чёрный король · c4 чёрная ладья · d3 белый ферзь · g2 белый слон · a1 чёрный слон | e8 белый король · c7 белый слон · h7 чёрная пешка · d6 белый конь · e5 чёрный король · c4 чёрная ладья · d3 белый ферзь · g2 белый слон · a1 чёрный слон | e8 белый король · c7 белый слон · h7 чёрная пешка · d6 белый конь · e5 чёрный король · c4 чёрная ладья · d3 белый ферзь · g2 белый слон · a1 чёрный слон | 1 |
|   | a | b | c | d | e | f | g | h |   |

1.Крf8, угроза 2.Кe8+. 

1. … Лc7 2.Фe4+ 

1. … Крf4 2.Кf7+ 

1. … Лf4+ 2.Крe7
|   | a | b | c | d | e | f | g | h |   |
| - | --- | --- | --- | --- | --- | --- | --- | --- | - |
| 8 | d8 белая ладья · e8 белая ладья · b7 чёрная пешка · c7 чёрная пешка · d7 белая пешка · e7 чёрная пешка · h7 белый король · a6 чёрная пешка · d6 белый конь · a5 чёрная ладья · e5 чёрный король · g5 чёрная пешка · a4 чёрная пешка · c4 чёрная пешка · g4 белый ферзь · h1 чёрный конь | d8 белая ладья · e8 белая ладья · b7 чёрная пешка · c7 чёрная пешка · d7 белая пешка · e7 чёрная пешка · h7 белый король · a6 чёрная пешка · d6 белый конь · a5 чёрная ладья · e5 чёрный король · g5 чёрная пешка · a4 чёрная пешка · c4 чёрная пешка · g4 белый ферзь · h1 чёрный конь | d8 белая ладья · e8 белая ладья · b7 чёрная пешка · c7 чёрная пешка · d7 белая пешка · e7 чёрная пешка · h7 белый король · a6 чёрная пешка · d6 белый конь · a5 чёрная ладья · e5 чёрный король · g5 чёрная пешка · a4 чёрная пешка · c4 чёрная пешка · g4 белый ферзь · h1 чёрный конь | d8 белая ладья · e8 белая ладья · b7 чёрная пешка · c7 чёрная пешка · d7 белая пешка · e7 чёрная пешка · h7 белый король · a6 чёрная пешка · d6 белый конь · a5 чёрная ладья · e5 чёрный король · g5 чёрная пешка · a4 чёрная пешка · c4 чёрная пешка · g4 белый ферзь · h1 чёрный конь | d8 белая ладья · e8 белая ладья · b7 чёрная пешка · c7 чёрная пешка · d7 белая пешка · e7 чёрная пешка · h7 белый король · a6 чёрная пешка · d6 белый конь · a5 чёрная ладья · e5 чёрный король · g5 чёрная пешка · a4 чёрная пешка · c4 чёрная пешка · g4 белый ферзь · h1 чёрный конь | d8 белая ладья · e8 белая ладья · b7 чёрная пешка · c7 чёрная пешка · d7 белая пешка · e7 чёрная пешка · h7 белый король · a6 чёрная пешка · d6 белый конь · a5 чёрная ладья · e5 чёрный король · g5 чёрная пешка · a4 чёрная пешка · c4 чёрная пешка · g4 белый ферзь · h1 чёрный конь | d8 белая ладья · e8 белая ладья · b7 чёрная пешка · c7 чёрная пешка · d7 белая пешка · e7 чёрная пешка · h7 белый король · a6 чёрная пешка · d6 белый конь · a5 чёрная ладья · e5 чёрный король · g5 чёрная пешка · a4 чёрная пешка · c4 чёрная пешка · g4 белый ферзь · h1 чёрный конь | d8 белая ладья · e8 белая ладья · b7 чёрная пешка · c7 чёрная пешка · d7 белая пешка · e7 чёрная пешка · h7 белый король · a6 чёрная пешка · d6 белый конь · a5 чёрная ладья · e5 чёрный король · g5 чёрная пешка · a4 чёрная пешка · c4 чёрная пешка · g4 белый ферзь · h1 чёрный конь | 8 |
| 7 | d8 белая ладья · e8 белая ладья · b7 чёрная пешка · c7 чёрная пешка · d7 белая пешка · e7 чёрная пешка · h7 белый король · a6 чёрная пешка · d6 белый конь · a5 чёрная ладья · e5 чёрный король · g5 чёрная пешка · a4 чёрная пешка · c4 чёрная пешка · g4 белый ферзь · h1 чёрный конь | d8 белая ладья · e8 белая ладья · b7 чёрная пешка · c7 чёрная пешка · d7 белая пешка · e7 чёрная пешка · h7 белый король · a6 чёрная пешка · d6 белый конь · a5 чёрная ладья · e5 чёрный король · g5 чёрная пешка · a4 чёрная пешка · c4 чёрная пешка · g4 белый ферзь · h1 чёрный конь | d8 белая ладья · e8 белая ладья · b7 чёрная пешка · c7 чёрная пешка · d7 белая пешка · e7 чёрная пешка · h7 белый король · a6 чёрная пешка · d6 белый конь · a5 чёрная ладья · e5 чёрный король · g5 чёрная пешка · a4 чёрная пешка · c4 чёрная пешка · g4 белый ферзь · h1 чёрный конь | d8 белая ладья · e8 белая ладья · b7 чёрная пешка · c7 чёрная пешка · d7 белая пешка · e7 чёрная пешка · h7 белый король · a6 чёрная пешка · d6 белый конь · a5 чёрная ладья · e5 чёрный король · g5 чёрная пешка · a4 чёрная пешка · c4 чёрная пешка · g4 белый ферзь · h1 чёрный конь | d8 белая ладья · e8 белая ладья · b7 чёрная пешка · c7 чёрная пешка · d7 белая пешка · e7 чёрная пешка · h7 белый король · a6 чёрная пешка · d6 белый конь · a5 чёрная ладья · e5 чёрный король · g5 чёрная пешка · a4 чёрная пешка · c4 чёрная пешка · g4 белый ферзь · h1 чёрный конь | d8 белая ладья · e8 белая ладья · b7 чёрная пешка · c7 чёрная пешка · d7 белая пешка · e7 чёрная пешка · h7 белый король · a6 чёрная пешка · d6 белый конь · a5 чёрная ладья · e5 чёрный король · g5 чёрная пешка · a4 чёрная пешка · c4 чёрная пешка · g4 белый ферзь · h1 чёрный конь | d8 белая ладья · e8 белая ладья · b7 чёрная пешка · c7 чёрная пешка · d7 белая пешка · e7 чёрная пешка · h7 белый король · a6 чёрная пешка · d6 белый конь · a5 чёрная ладья · e5 чёрный король · g5 чёрная пешка · a4 чёрная пешка · c4 чёрная пешка · g4 белый ферзь · h1 чёрный конь | d8 белая ладья · e8 белая ладья · b7 чёрная пешка · c7 чёрная пешка · d7 белая пешка · e7 чёрная пешка · h7 белый король · a6 чёрная пешка · d6 белый конь · a5 чёрная ладья · e5 чёрный король · g5 чёрная пешка · a4 чёрная пешка · c4 чёрная пешка · g4 белый ферзь · h1 чёрный конь | 7 |
| 6 | d8 белая ладья · e8 белая ладья · b7 чёрная пешка · c7 чёрная пешка · d7 белая пешка · e7 чёрная пешка · h7 белый король · a6 чёрная пешка · d6 белый конь · a5 чёрная ладья · e5 чёрный король · g5 чёрная пешка · a4 чёрная пешка · c4 чёрная пешка · g4 белый ферзь · h1 чёрный конь | d8 белая ладья · e8 белая ладья · b7 чёрная пешка · c7 чёрная пешка · d7 белая пешка · e7 чёрная пешка · h7 белый король · a6 чёрная пешка · d6 белый конь · a5 чёрная ладья · e5 чёрный король · g5 чёрная пешка · a4 чёрная пешка · c4 чёрная пешка · g4 белый ферзь · h1 чёрный конь | d8 белая ладья · e8 белая ладья · b7 чёрная пешка · c7 чёрная пешка · d7 белая пешка · e7 чёрная пешка · h7 белый король · a6 чёрная пешка · d6 белый конь · a5 чёрная ладья · e5 чёрный король · g5 чёрная пешка · a4 чёрная пешка · c4 чёрная пешка · g4 белый ферзь · h1 чёрный конь | d8 белая ладья · e8 белая ладья · b7 чёрная пешка · c7 чёрная пешка · d7 белая пешка · e7 чёрная пешка · h7 белый король · a6 чёрная пешка · d6 белый конь · a5 чёрная ладья · e5 чёрный король · g5 чёрная пешка · a4 чёрная пешка · c4 чёрная пешка · g4 белый ферзь · h1 чёрный конь | d8 белая ладья · e8 белая ладья · b7 чёрная пешка · c7 чёрная пешка · d7 белая пешка · e7 чёрная пешка · h7 белый король · a6 чёрная пешка · d6 белый конь · a5 чёрная ладья · e5 чёрный король · g5 чёрная пешка · a4 чёрная пешка · c4 чёрная пешка · g4 белый ферзь · h1 чёрный конь | d8 белая ладья · e8 белая ладья · b7 чёрная пешка · c7 чёрная пешка · d7 белая пешка · e7 чёрная пешка · h7 белый король · a6 чёрная пешка · d6 белый конь · a5 чёрная ладья · e5 чёрный король · g5 чёрная пешка · a4 чёрная пешка · c4 чёрная пешка · g4 белый ферзь · h1 чёрный конь | d8 белая ладья · e8 белая ладья · b7 чёрная пешка · c7 чёрная пешка · d7 белая пешка · e7 чёрная пешка · h7 белый король · a6 чёрная пешка · d6 белый конь · a5 чёрная ладья · e5 чёрный король · g5 чёрная пешка · a4 чёрная пешка · c4 чёрная пешка · g4 белый ферзь · h1 чёрный конь | d8 белая ладья · e8 белая ладья · b7 чёрная пешка · c7 чёрная пешка · d7 белая пешка · e7 чёрная пешка · h7 белый король · a6 чёрная пешка · d6 белый конь · a5 чёрная ладья · e5 чёрный король · g5 чёрная пешка · a4 чёрная пешка · c4 чёрная пешка · g4 белый ферзь · h1 чёрный конь | 6 |
| 5 | d8 белая ладья · e8 белая ладья · b7 чёрная пешка · c7 чёрная пешка · d7 белая пешка · e7 чёрная пешка · h7 белый король · a6 чёрная пешка · d6 белый конь · a5 чёрная ладья · e5 чёрный король · g5 чёрная пешка · a4 чёрная пешка · c4 чёрная пешка · g4 белый ферзь · h1 чёрный конь | d8 белая ладья · e8 белая ладья · b7 чёрная пешка · c7 чёрная пешка · d7 белая пешка · e7 чёрная пешка · h7 белый король · a6 чёрная пешка · d6 белый конь · a5 чёрная ладья · e5 чёрный король · g5 чёрная пешка · a4 чёрная пешка · c4 чёрная пешка · g4 белый ферзь · h1 чёрный конь | d8 белая ладья · e8 белая ладья · b7 чёрная пешка · c7 чёрная пешка · d7 белая пешка · e7 чёрная пешка · h7 белый король · a6 чёрная пешка · d6 белый конь · a5 чёрная ладья · e5 чёрный король · g5 чёрная пешка · a4 чёрная пешка · c4 чёрная пешка · g4 белый ферзь · h1 чёрный конь | d8 белая ладья · e8 белая ладья · b7 чёрная пешка · c7 чёрная пешка · d7 белая пешка · e7 чёрная пешка · h7 белый король · a6 чёрная пешка · d6 белый конь · a5 чёрная ладья · e5 чёрный король · g5 чёрная пешка · a4 чёрная пешка · c4 чёрная пешка · g4 белый ферзь · h1 чёрный конь | d8 белая ладья · e8 белая ладья · b7 чёрная пешка · c7 чёрная пешка · d7 белая пешка · e7 чёрная пешка · h7 белый король · a6 чёрная пешка · d6 белый конь · a5 чёрная ладья · e5 чёрный король · g5 чёрная пешка · a4 чёрная пешка · c4 чёрная пешка · g4 белый ферзь · h1 чёрный конь | d8 белая ладья · e8 белая ладья · b7 чёрная пешка · c7 чёрная пешка · d7 белая пешка · e7 чёрная пешка · h7 белый король · a6 чёрная пешка · d6 белый конь · a5 чёрная ладья · e5 чёрный король · g5 чёрная пешка · a4 чёрная пешка · c4 чёрная пешка · g4 белый ферзь · h1 чёрный конь | d8 белая ладья · e8 белая ладья · b7 чёрная пешка · c7 чёрная пешка · d7 белая пешка · e7 чёрная пешка · h7 белый король · a6 чёрная пешка · d6 белый конь · a5 чёрная ладья · e5 чёрный король · g5 чёрная пешка · a4 чёрная пешка · c4 чёрная пешка · g4 белый ферзь · h1 чёрный конь | d8 белая ладья · e8 белая ладья · b7 чёрная пешка · c7 чёрная пешка · d7 белая пешка · e7 чёрная пешка · h7 белый король · a6 чёрная пешка · d6 белый конь · a5 чёрная ладья · e5 чёрный король · g5 чёрная пешка · a4 чёрная пешка · c4 чёрная пешка · g4 белый ферзь · h1 чёрный конь | 5 |
| 4 | d8 белая ладья · e8 белая ладья · b7 чёрная пешка · c7 чёрная пешка · d7 белая пешка · e7 чёрная пешка · h7 белый король · a6 чёрная пешка · d6 белый конь · a5 чёрная ладья · e5 чёрный король · g5 чёрная пешка · a4 чёрная пешка · c4 чёрная пешка · g4 белый ферзь · h1 чёрный конь | d8 белая ладья · e8 белая ладья · b7 чёрная пешка · c7 чёрная пешка · d7 белая пешка · e7 чёрная пешка · h7 белый король · a6 чёрная пешка · d6 белый конь · a5 чёрная ладья · e5 чёрный король · g5 чёрная пешка · a4 чёрная пешка · c4 чёрная пешка · g4 белый ферзь · h1 чёрный конь | d8 белая ладья · e8 белая ладья · b7 чёрная пешка · c7 чёрная пешка · d7 белая пешка · e7 чёрная пешка · h7 белый король · a6 чёрная пешка · d6 белый конь · a5 чёрная ладья · e5 чёрный король · g5 чёрная пешка · a4 чёрная пешка · c4 чёрная пешка · g4 белый ферзь · h1 чёрный конь | d8 белая ладья · e8 белая ладья · b7 чёрная пешка · c7 чёрная пешка · d7 белая пешка · e7 чёрная пешка · h7 белый король · a6 чёрная пешка · d6 белый конь · a5 чёрная ладья · e5 чёрный король · g5 чёрная пешка · a4 чёрная пешка · c4 чёрная пешка · g4 белый ферзь · h1 чёрный конь | d8 белая ладья · e8 белая ладья · b7 чёрная пешка · c7 чёрная пешка · d7 белая пешка · e7 чёрная пешка · h7 белый король · a6 чёрная пешка · d6 белый конь · a5 чёрная ладья · e5 чёрный король · g5 чёрная пешка · a4 чёрная пешка · c4 чёрная пешка · g4 белый ферзь · h1 чёрный конь | d8 белая ладья · e8 белая ладья · b7 чёрная пешка · c7 чёрная пешка · d7 белая пешка · e7 чёрная пешка · h7 белый король · a6 чёрная пешка · d6 белый конь · a5 чёрная ладья · e5 чёрный король · g5 чёрная пешка · a4 чёрная пешка · c4 чёрная пешка · g4 белый ферзь · h1 чёрный конь | d8 белая ладья · e8 белая ладья · b7 чёрная пешка · c7 чёрная пешка · d7 белая пешка · e7 чёрная пешка · h7 белый король · a6 чёрная пешка · d6 белый конь · a5 чёрная ладья · e5 чёрный король · g5 чёрная пешка · a4 чёрная пешка · c4 чёрная пешка · g4 белый ферзь · h1 чёрный конь | d8 белая ладья · e8 белая ладья · b7 чёрная пешка · c7 чёрная пешка · d7 белая пешка · e7 чёрная пешка · h7 белый король · a6 чёрная пешка · d6 белый конь · a5 чёрная ладья · e5 чёрный король · g5 чёрная пешка · a4 чёрная пешка · c4 чёрная пешка · g4 белый ферзь · h1 чёрный конь | 4 |
| 3 | d8 белая ладья · e8 белая ладья · b7 чёрная пешка · c7 чёрная пешка · d7 белая пешка · e7 чёрная пешка · h7 белый король · a6 чёрная пешка · d6 белый конь · a5 чёрная ладья · e5 чёрный король · g5 чёрная пешка · a4 чёрная пешка · c4 чёрная пешка · g4 белый ферзь · h1 чёрный конь | d8 белая ладья · e8 белая ладья · b7 чёрная пешка · c7 чёрная пешка · d7 белая пешка · e7 чёрная пешка · h7 белый король · a6 чёрная пешка · d6 белый конь · a5 чёрная ладья · e5 чёрный король · g5 чёрная пешка · a4 чёрная пешка · c4 чёрная пешка · g4 белый ферзь · h1 чёрный конь | d8 белая ладья · e8 белая ладья · b7 чёрная пешка · c7 чёрная пешка · d7 белая пешка · e7 чёрная пешка · h7 белый король · a6 чёрная пешка · d6 белый конь · a5 чёрная ладья · e5 чёрный король · g5 чёрная пешка · a4 чёрная пешка · c4 чёрная пешка · g4 белый ферзь · h1 чёрный конь | d8 белая ладья · e8 белая ладья · b7 чёрная пешка · c7 чёрная пешка · d7 белая пешка · e7 чёрная пешка · h7 белый король · a6 чёрная пешка · d6 белый конь · a5 чёрная ладья · e5 чёрный король · g5 чёрная пешка · a4 чёрная пешка · c4 чёрная пешка · g4 белый ферзь · h1 чёрный конь | d8 белая ладья · e8 белая ладья · b7 чёрная пешка · c7 чёрная пешка · d7 белая пешка · e7 чёрная пешка · h7 белый король · a6 чёрная пешка · d6 белый конь · a5 чёрная ладья · e5 чёрный король · g5 чёрная пешка · a4 чёрная пешка · c4 чёрная пешка · g4 белый ферзь · h1 чёрный конь | d8 белая ладья · e8 белая ладья · b7 чёрная пешка · c7 чёрная пешка · d7 белая пешка · e7 чёрная пешка · h7 белый король · a6 чёрная пешка · d6 белый конь · a5 чёрная ладья · e5 чёрный король · g5 чёрная пешка · a4 чёрная пешка · c4 чёрная пешка · g4 белый ферзь · h1 чёрный конь | d8 белая ладья · e8 белая ладья · b7 чёрная пешка · c7 чёрная пешка · d7 белая пешка · e7 чёрная пешка · h7 белый король · a6 чёрная пешка · d6 белый конь · a5 чёрная ладья · e5 чёрный король · g5 чёрная пешка · a4 чёрная пешка · c4 чёрная пешка · g4 белый ферзь · h1 чёрный конь | d8 белая ладья · e8 белая ладья · b7 чёрная пешка · c7 чёрная пешка · d7 белая пешка · e7 чёрная пешка · h7 белый король · a6 чёрная пешка · d6 белый конь · a5 чёрная ладья · e5 чёрный король · g5 чёрная пешка · a4 чёрная пешка · c4 чёрная пешка · g4 белый ферзь · h1 чёрный конь | 3 |
| 2 | d8 белая ладья · e8 белая ладья · b7 чёрная пешка · c7 чёрная пешка · d7 белая пешка · e7 чёрная пешка · h7 белый король · a6 чёрная пешка · d6 белый конь · a5 чёрная ладья · e5 чёрный король · g5 чёрная пешка · a4 чёрная пешка · c4 чёрная пешка · g4 белый ферзь · h1 чёрный конь | d8 белая ладья · e8 белая ладья · b7 чёрная пешка · c7 чёрная пешка · d7 белая пешка · e7 чёрная пешка · h7 белый король · a6 чёрная пешка · d6 белый конь · a5 чёрная ладья · e5 чёрный король · g5 чёрная пешка · a4 чёрная пешка · c4 чёрная пешка · g4 белый ферзь · h1 чёрный конь | d8 белая ладья · e8 белая ладья · b7 чёрная пешка · c7 чёрная пешка · d7 белая пешка · e7 чёрная пешка · h7 белый король · a6 чёрная пешка · d6 белый конь · a5 чёрная ладья · e5 чёрный король · g5 чёрная пешка · a4 чёрная пешка · c4 чёрная пешка · g4 белый ферзь · h1 чёрный конь | d8 белая ладья · e8 белая ладья · b7 чёрная пешка · c7 чёрная пешка · d7 белая пешка · e7 чёрная пешка · h7 белый король · a6 чёрная пешка · d6 белый конь · a5 чёрная ладья · e5 чёрный король · g5 чёрная пешка · a4 чёрная пешка · c4 чёрная пешка · g4 белый ферзь · h1 чёрный конь | d8 белая ладья · e8 белая ладья · b7 чёрная пешка · c7 чёрная пешка · d7 белая пешка · e7 чёрная пешка · h7 белый король · a6 чёрная пешка · d6 белый конь · a5 чёрная ладья · e5 чёрный король · g5 чёрная пешка · a4 чёрная пешка · c4 чёрная пешка · g4 белый ферзь · h1 чёрный конь | d8 белая ладья · e8 белая ладья · b7 чёрная пешка · c7 чёрная пешка · d7 белая пешка · e7 чёрная пешка · h7 белый король · a6 чёрная пешка · d6 белый конь · a5 чёрная ладья · e5 чёрный король · g5 чёрная пешка · a4 чёрная пешка · c4 чёрная пешка · g4 белый ферзь · h1 чёрный конь | d8 белая ладья · e8 белая ладья · b7 чёрная пешка · c7 чёрная пешка · d7 белая пешка · e7 чёрная пешка · h7 белый король · a6 чёрная пешка · d6 белый конь · a5 чёрная ладья · e5 чёрный король · g5 чёрная пешка · a4 чёрная пешка · c4 чёрная пешка · g4 белый ферзь · h1 чёрный конь | d8 белая ладья · e8 белая ладья · b7 чёрная пешка · c7 чёрная пешка · d7 белая пешка · e7 чёрная пешка · h7 белый король · a6 чёрная пешка · d6 белый конь · a5 чёрная ладья · e5 чёрный король · g5 чёрная пешка · a4 чёрная пешка · c4 чёрная пешка · g4 белый ферзь · h1 чёрный конь | 2 |
| 1 | d8 белая ладья · e8 белая ладья · b7 чёрная пешка · c7 чёрная пешка · d7 белая пешка · e7 чёрная пешка · h7 белый король · a6 чёрная пешка · d6 белый конь · a5 чёрная ладья · e5 чёрный король · g5 чёрная пешка · a4 чёрная пешка · c4 чёрная пешка · g4 белый ферзь · h1 чёрный конь | d8 белая ладья · e8 белая ладья · b7 чёрная пешка · c7 чёрная пешка · d7 белая пешка · e7 чёрная пешка · h7 белый король · a6 чёрная пешка · d6 белый конь · a5 чёрная ладья · e5 чёрный король · g5 чёрная пешка · a4 чёрная пешка · c4 чёрная пешка · g4 белый ферзь · h1 чёрный конь | d8 белая ладья · e8 белая ладья · b7 чёрная пешка · c7 чёрная пешка · d7 белая пешка · e7 чёрная пешка · h7 белый король · a6 чёрная пешка · d6 белый конь · a5 чёрная ладья · e5 чёрный король · g5 чёрная пешка · a4 чёрная пешка · c4 чёрная пешка · g4 белый ферзь · h1 чёрный конь | d8 белая ладья · e8 белая ладья · b7 чёрная пешка · c7 чёрная пешка · d7 белая пешка · e7 чёрная пешка · h7 белый король · a6 чёрная пешка · d6 белый конь · a5 чёрная ладья · e5 чёрный король · g5 чёрная пешка · a4 чёрная пешка · c4 чёрная пешка · g4 белый ферзь · h1 чёрный конь | d8 белая ладья · e8 белая ладья · b7 чёрная пешка · c7 чёрная пешка · d7 белая пешка · e7 чёрная пешка · h7 белый король · a6 чёрная пешка · d6 белый конь · a5 чёрная ладья · e5 чёрный король · g5 чёрная пешка · a4 чёрная пешка · c4 чёрная пешка · g4 белый ферзь · h1 чёрный конь | d8 белая ладья · e8 белая ладья · b7 чёрная пешка · c7 чёрная пешка · d7 белая пешка · e7 чёрная пешка · h7 белый король · a6 чёрная пешка · d6 белый конь · a5 чёрная ладья · e5 чёрный король · g5 чёрная пешка · a4 чёрная пешка · c4 чёрная пешка · g4 белый ферзь · h1 чёрный конь | d8 белая ладья · e8 белая ладья · b7 чёрная пешка · c7 чёрная пешка · d7 белая пешка · e7 чёрная пешка · h7 белый король · a6 чёрная пешка · d6 белый конь · a5 чёрная ладья · e5 чёрный король · g5 чёрная пешка · a4 чёрная пешка · c4 чёрная пешка · g4 белый ферзь · h1 чёрный конь | d8 белая ладья · e8 белая ладья · b7 чёрная пешка · c7 чёрная пешка · d7 белая пешка · e7 чёрная пешка · h7 белый король · a6 чёрная пешка · d6 белый конь · a5 чёрная ладья · e5 чёрный король · g5 чёрная пешка · a4 чёрная пешка · c4 чёрная пешка · g4 белый ферзь · h1 чёрный конь | 1 |
|   | a | b | c | d | e | f | g | h |   |

В задаче при таком тяжёлом материале, да ещё при столь удалённом положении обеих ладей трудно ожидать наличия правильных матов. Однако имя автора, одного из основоположников современной чешской школы, заставляет нас искать пути к их построению. Первая мысль — попытаться как-то ввести в игру ладью e8, например путём 1.Лg8. Быстро убеждаемся, что это бесполезно, так как король легко вырывается через d6 и c5. Самый сильный ход чёрных — 1. … Крd6. Уводить коня из под удара на первом ходе нечего и пробовать: такого хода никогда не допустил бы ни один составитель. Надо искать ответ на взятие коня. Сделав ход 1. … Крd6, задумываемся о роли пешки d7. Ведь если убрать ладью d8, то она сможет превращаться в ферзя — 2.d8Ф+ и белым сразу станет легче. Куда же убрать ладью? Так как на первый взгляд ход ладьей вообще бессмыслен, то постараемся уж не уводить её далеко — 1.Лc8. Здесь мы, между прочим, замечаем, что в позиции после 1. … Крd6 имеются некоторые элементы симметрии относительно вертикали «d». Однако намечавшийся нами ход 2.d8Ф+ к цели не ведёт, так как чёрный король уходит на свободу через c5. Надо играть 2.Фd4+, и если 2. … Лd5, то 3.d8Ф+ и 4.Фdd5#; если 2. … Крe6, то 3.d8К+ Крf5 4.Лf8#. Это маты не правильные. Если чёрные сыграют 2. … Крc6, то превращение в коня не решает, но зато возможно 3.Лc7+! Крc7 (3. … Крb5 4.Фc5#) 4.Лc8# — первый найденный нами правильный мат. 

Освоившись с позицией, мы теперь можем заметить возможность другого правильного мата после взятия королём коня d6 и ладьи на e7 путём превращения 4.d8Ф#, если при этом белый ферзь будет находиться на c4. Это может получиться, например, так: 1. … Крd5 2.Фc4+ Крd6 (2. … Крe5 3.Лe7+ Крd6 4.d8Ф# или 3. … Крf6 4.Фf7#) 3.Лe7! Крe7 4.d8Ф# — правильный мат (3. … Лc5 4.Фe6#; 3. … ~ 4.d8Ф+). Но к этой же позиции можно прийти и до хода чёрного короля, сразу после первого белых: 2.Лe7+ Крd6 (2. … Крd5 3.Фc4+ Крd6 4.d8Ф#) 3.Фc4! и дальше, как в предыдущем варианте. Это угроза. Когда мы нашли вариант с правильным матом 4.d8Ф# при короле на e7, невольно напрашивается мысль о существовании симметричного мата после жертвы ладьи на c7 при положении ферзя на e4. Пытаемся сделать это сразу после первого хода: 2.Фe4+ Крd6 3.Лc7 Крc7 4.d8Ф#? Прежде всего мы замечаем, что пешка b7 нарушает чистоту этого мата, а зачем видим, что после 3.Лc7 от угрозы 4.d8Ф# у чёрных есть достаточная защита 3. … Лe5!, так как мат 4.Фc6# здесь не проходит из-за той же пешки b7. Вот если бы эта пешка сделала ход 1. … b5, тогда всё было бы в порядке. Но как раз этот ход является защитой от угрозы 2.Лe7+ Крd6 3.Фc4, он и создаёт идейный вариант 1. … b5 2.Фe4+ Крd6 3.Лc7! Крc7 4.d8Ф# — третий и последний правильный мат.

## Этюды
|   | a | b | c | d | e | f | g | h |   |
| - | --- | --- | --- | --- | --- | --- | --- | --- | - |
| 8 | f6 белый конь · g5 белая пешка · f4 чёрный король · f3 чёрная пешка · g3 чёрная пешка · e1 белый король | f6 белый конь · g5 белая пешка · f4 чёрный король · f3 чёрная пешка · g3 чёрная пешка · e1 белый король | f6 белый конь · g5 белая пешка · f4 чёрный король · f3 чёрная пешка · g3 чёрная пешка · e1 белый король | f6 белый конь · g5 белая пешка · f4 чёрный король · f3 чёрная пешка · g3 чёрная пешка · e1 белый король | f6 белый конь · g5 белая пешка · f4 чёрный король · f3 чёрная пешка · g3 чёрная пешка · e1 белый король | f6 белый конь · g5 белая пешка · f4 чёрный король · f3 чёрная пешка · g3 чёрная пешка · e1 белый король | f6 белый конь · g5 белая пешка · f4 чёрный король · f3 чёрная пешка · g3 чёрная пешка · e1 белый король | f6 белый конь · g5 белая пешка · f4 чёрный король · f3 чёрная пешка · g3 чёрная пешка · e1 белый король | 8 |
| 7 | f6 белый конь · g5 белая пешка · f4 чёрный король · f3 чёрная пешка · g3 чёрная пешка · e1 белый король | f6 белый конь · g5 белая пешка · f4 чёрный король · f3 чёрная пешка · g3 чёрная пешка · e1 белый король | f6 белый конь · g5 белая пешка · f4 чёрный король · f3 чёрная пешка · g3 чёрная пешка · e1 белый король | f6 белый конь · g5 белая пешка · f4 чёрный король · f3 чёрная пешка · g3 чёрная пешка · e1 белый король | f6 белый конь · g5 белая пешка · f4 чёрный король · f3 чёрная пешка · g3 чёрная пешка · e1 белый король | f6 белый конь · g5 белая пешка · f4 чёрный король · f3 чёрная пешка · g3 чёрная пешка · e1 белый король | f6 белый конь · g5 белая пешка · f4 чёрный король · f3 чёрная пешка · g3 чёрная пешка · e1 белый король | f6 белый конь · g5 белая пешка · f4 чёрный король · f3 чёрная пешка · g3 чёрная пешка · e1 белый король | 7 |
| 6 | f6 белый конь · g5 белая пешка · f4 чёрный король · f3 чёрная пешка · g3 чёрная пешка · e1 белый король | f6 белый конь · g5 белая пешка · f4 чёрный король · f3 чёрная пешка · g3 чёрная пешка · e1 белый король | f6 белый конь · g5 белая пешка · f4 чёрный король · f3 чёрная пешка · g3 чёрная пешка · e1 белый король | f6 белый конь · g5 белая пешка · f4 чёрный король · f3 чёрная пешка · g3 чёрная пешка · e1 белый король | f6 белый конь · g5 белая пешка · f4 чёрный король · f3 чёрная пешка · g3 чёрная пешка · e1 белый король | f6 белый конь · g5 белая пешка · f4 чёрный король · f3 чёрная пешка · g3 чёрная пешка · e1 белый король | f6 белый конь · g5 белая пешка · f4 чёрный король · f3 чёрная пешка · g3 чёрная пешка · e1 белый король | f6 белый конь · g5 белая пешка · f4 чёрный король · f3 чёрная пешка · g3 чёрная пешка · e1 белый король | 6 |
| 5 | f6 белый конь · g5 белая пешка · f4 чёрный король · f3 чёрная пешка · g3 чёрная пешка · e1 белый король | f6 белый конь · g5 белая пешка · f4 чёрный король · f3 чёрная пешка · g3 чёрная пешка · e1 белый король | f6 белый конь · g5 белая пешка · f4 чёрный король · f3 чёрная пешка · g3 чёрная пешка · e1 белый король | f6 белый конь · g5 белая пешка · f4 чёрный король · f3 чёрная пешка · g3 чёрная пешка · e1 белый король | f6 белый конь · g5 белая пешка · f4 чёрный король · f3 чёрная пешка · g3 чёрная пешка · e1 белый король | f6 белый конь · g5 белая пешка · f4 чёрный король · f3 чёрная пешка · g3 чёрная пешка · e1 белый король | f6 белый конь · g5 белая пешка · f4 чёрный король · f3 чёрная пешка · g3 чёрная пешка · e1 белый король | f6 белый конь · g5 белая пешка · f4 чёрный король · f3 чёрная пешка · g3 чёрная пешка · e1 белый король | 5 |
| 4 | f6 белый конь · g5 белая пешка · f4 чёрный король · f3 чёрная пешка · g3 чёрная пешка · e1 белый король | f6 белый конь · g5 белая пешка · f4 чёрный король · f3 чёрная пешка · g3 чёрная пешка · e1 белый король | f6 белый конь · g5 белая пешка · f4 чёрный король · f3 чёрная пешка · g3 чёрная пешка · e1 белый король | f6 белый конь · g5 белая пешка · f4 чёрный король · f3 чёрная пешка · g3 чёрная пешка · e1 белый король | f6 белый конь · g5 белая пешка · f4 чёрный король · f3 чёрная пешка · g3 чёрная пешка · e1 белый король | f6 белый конь · g5 белая пешка · f4 чёрный король · f3 чёрная пешка · g3 чёрная пешка · e1 белый король | f6 белый конь · g5 белая пешка · f4 чёрный король · f3 чёрная пешка · g3 чёрная пешка · e1 белый король | f6 белый конь · g5 белая пешка · f4 чёрный король · f3 чёрная пешка · g3 чёрная пешка · e1 белый король | 4 |
| 3 | f6 белый конь · g5 белая пешка · f4 чёрный король · f3 чёрная пешка · g3 чёрная пешка · e1 белый король | f6 белый конь · g5 белая пешка · f4 чёрный король · f3 чёрная пешка · g3 чёрная пешка · e1 белый король | f6 белый конь · g5 белая пешка · f4 чёрный король · f3 чёрная пешка · g3 чёрная пешка · e1 белый король | f6 белый конь · g5 белая пешка · f4 чёрный король · f3 чёрная пешка · g3 чёрная пешка · e1 белый король | f6 белый конь · g5 белая пешка · f4 чёрный король · f3 чёрная пешка · g3 чёрная пешка · e1 белый король | f6 белый конь · g5 белая пешка · f4 чёрный король · f3 чёрная пешка · g3 чёрная пешка · e1 белый король | f6 белый конь · g5 белая пешка · f4 чёрный король · f3 чёрная пешка · g3 чёрная пешка · e1 белый король | f6 белый конь · g5 белая пешка · f4 чёрный король · f3 чёрная пешка · g3 чёрная пешка · e1 белый король | 3 |
| 2 | f6 белый конь · g5 белая пешка · f4 чёрный король · f3 чёрная пешка · g3 чёрная пешка · e1 белый король | f6 белый конь · g5 белая пешка · f4 чёрный король · f3 чёрная пешка · g3 чёрная пешка · e1 белый король | f6 белый конь · g5 белая пешка · f4 чёрный король · f3 чёрная пешка · g3 чёрная пешка · e1 белый король | f6 белый конь · g5 белая пешка · f4 чёрный король · f3 чёрная пешка · g3 чёрная пешка · e1 белый король | f6 белый конь · g5 белая пешка · f4 чёрный король · f3 чёрная пешка · g3 чёрная пешка · e1 белый король | f6 белый конь · g5 белая пешка · f4 чёрный король · f3 чёрная пешка · g3 чёрная пешка · e1 белый король | f6 белый конь · g5 белая пешка · f4 чёрный король · f3 чёрная пешка · g3 чёрная пешка · e1 белый король | f6 белый конь · g5 белая пешка · f4 чёрный король · f3 чёрная пешка · g3 чёрная пешка · e1 белый король | 2 |
| 1 | f6 белый конь · g5 белая пешка · f4 чёрный король · f3 чёрная пешка · g3 чёрная пешка · e1 белый король | f6 белый конь · g5 белая пешка · f4 чёрный король · f3 чёрная пешка · g3 чёрная пешка · e1 белый король | f6 белый конь · g5 белая пешка · f4 чёрный король · f3 чёрная пешка · g3 чёрная пешка · e1 белый король | f6 белый конь · g5 белая пешка · f4 чёрный король · f3 чёрная пешка · g3 чёрная пешка · e1 белый король | f6 белый конь · g5 белая пешка · f4 чёрный король · f3 чёрная пешка · g3 чёрная пешка · e1 белый король | f6 белый конь · g5 белая пешка · f4 чёрный король · f3 чёрная пешка · g3 чёрная пешка · e1 белый король | f6 белый конь · g5 белая пешка · f4 чёрный король · f3 чёрная пешка · g3 чёрная пешка · e1 белый король | f6 белый конь · g5 белая пешка · f4 чёрный король · f3 чёрная пешка · g3 чёрная пешка · e1 белый король | 1 |
|   | a | b | c | d | e | f | g | h |   |

1.g6 Крg5 (Королю не задержать пешки, но он об этом и не мечтает. Его цель — попасть в небезызвестное, после Троицкого и его многочисленных подражателей, тихое патовое убежище на h6). 

2.g7 f2+ (Для пата чёрным необходимо ликвидировать свои пешки. В зависимости от того, какую из они двигают сперва, получаются два идейных эхо-варианта). 

3.Крe2 Крh6 4.g8Ф f1Ф+ 5.Крf1 g2+ 6.Крe2!! (Идейный отскок короля. Нельзя, разумеется, 6.Крg2 из-за пата чёрных. После 6. … g1Ф 7.Фg1? тоже ведёт к пату, но белые выигрывают путём 7.Фh7+! [7.Фh8+? Крg6! 8.Фg8+ Крh6!] Крg5 8.Фg7+.) 

1. … g2 (Пешку g3 чёрные должные продвигать на 1-м ходу, так как она не объявляет шаха.) 

2.Крf2 Крg5 3.g7 Крh6 4.g8Ф g1Ф+ 5.Крg1! (5.Фg1? — чёрным пат) 
 5. … f2+ 6.Крh2!!  (Ход, являющийся эхом по отношению к 6-м ходу белых в первом варианте. Если теперь 6. … f1Ф, то 7.Фh7+ Крg5 8.Кe4+ Крg4 9.Фg6+ Крf3 [Крf4 10.Фf6+] 10.Кd2+, и выигрывают.) 

Этюд представляет собой сверхминиатюру: в нём всего 6 фигур.
В столь же экономичной форме выражена тема систематического эхо-движения, эхо-манёвра в следующем этюде.
|   | a | b | c | d | e | f | g | h |   |
| - | --- | --- | --- | --- | --- | --- | --- | --- | - |
| 8 | a8 чёрный король · f8 чёрный слон · g4 чёрный слон · g3 белый слон · g2 белая ладья · g1 белый король | a8 чёрный король · f8 чёрный слон · g4 чёрный слон · g3 белый слон · g2 белая ладья · g1 белый король | a8 чёрный король · f8 чёрный слон · g4 чёрный слон · g3 белый слон · g2 белая ладья · g1 белый король | a8 чёрный король · f8 чёрный слон · g4 чёрный слон · g3 белый слон · g2 белая ладья · g1 белый король | a8 чёрный король · f8 чёрный слон · g4 чёрный слон · g3 белый слон · g2 белая ладья · g1 белый король | a8 чёрный король · f8 чёрный слон · g4 чёрный слон · g3 белый слон · g2 белая ладья · g1 белый король | a8 чёрный король · f8 чёрный слон · g4 чёрный слон · g3 белый слон · g2 белая ладья · g1 белый король | a8 чёрный король · f8 чёрный слон · g4 чёрный слон · g3 белый слон · g2 белая ладья · g1 белый король | 8 |
| 7 | a8 чёрный король · f8 чёрный слон · g4 чёрный слон · g3 белый слон · g2 белая ладья · g1 белый король | a8 чёрный король · f8 чёрный слон · g4 чёрный слон · g3 белый слон · g2 белая ладья · g1 белый король | a8 чёрный король · f8 чёрный слон · g4 чёрный слон · g3 белый слон · g2 белая ладья · g1 белый король | a8 чёрный король · f8 чёрный слон · g4 чёрный слон · g3 белый слон · g2 белая ладья · g1 белый король | a8 чёрный король · f8 чёрный слон · g4 чёрный слон · g3 белый слон · g2 белая ладья · g1 белый король | a8 чёрный король · f8 чёрный слон · g4 чёрный слон · g3 белый слон · g2 белая ладья · g1 белый король | a8 чёрный король · f8 чёрный слон · g4 чёрный слон · g3 белый слон · g2 белая ладья · g1 белый король | a8 чёрный король · f8 чёрный слон · g4 чёрный слон · g3 белый слон · g2 белая ладья · g1 белый король | 7 |
| 6 | a8 чёрный король · f8 чёрный слон · g4 чёрный слон · g3 белый слон · g2 белая ладья · g1 белый король | a8 чёрный король · f8 чёрный слон · g4 чёрный слон · g3 белый слон · g2 белая ладья · g1 белый король | a8 чёрный король · f8 чёрный слон · g4 чёрный слон · g3 белый слон · g2 белая ладья · g1 белый король | a8 чёрный король · f8 чёрный слон · g4 чёрный слон · g3 белый слон · g2 белая ладья · g1 белый король | a8 чёрный король · f8 чёрный слон · g4 чёрный слон · g3 белый слон · g2 белая ладья · g1 белый король | a8 чёрный король · f8 чёрный слон · g4 чёрный слон · g3 белый слон · g2 белая ладья · g1 белый король | a8 чёрный король · f8 чёрный слон · g4 чёрный слон · g3 белый слон · g2 белая ладья · g1 белый король | a8 чёрный король · f8 чёрный слон · g4 чёрный слон · g3 белый слон · g2 белая ладья · g1 белый король | 6 |
| 5 | a8 чёрный король · f8 чёрный слон · g4 чёрный слон · g3 белый слон · g2 белая ладья · g1 белый король | a8 чёрный король · f8 чёрный слон · g4 чёрный слон · g3 белый слон · g2 белая ладья · g1 белый король | a8 чёрный король · f8 чёрный слон · g4 чёрный слон · g3 белый слон · g2 белая ладья · g1 белый король | a8 чёрный король · f8 чёрный слон · g4 чёрный слон · g3 белый слон · g2 белая ладья · g1 белый король | a8 чёрный король · f8 чёрный слон · g4 чёрный слон · g3 белый слон · g2 белая ладья · g1 белый король | a8 чёрный король · f8 чёрный слон · g4 чёрный слон · g3 белый слон · g2 белая ладья · g1 белый король | a8 чёрный король · f8 чёрный слон · g4 чёрный слон · g3 белый слон · g2 белая ладья · g1 белый король | a8 чёрный король · f8 чёрный слон · g4 чёрный слон · g3 белый слон · g2 белая ладья · g1 белый король | 5 |
| 4 | a8 чёрный король · f8 чёрный слон · g4 чёрный слон · g3 белый слон · g2 белая ладья · g1 белый король | a8 чёрный король · f8 чёрный слон · g4 чёрный слон · g3 белый слон · g2 белая ладья · g1 белый король | a8 чёрный король · f8 чёрный слон · g4 чёрный слон · g3 белый слон · g2 белая ладья · g1 белый король | a8 чёрный король · f8 чёрный слон · g4 чёрный слон · g3 белый слон · g2 белая ладья · g1 белый король | a8 чёрный король · f8 чёрный слон · g4 чёрный слон · g3 белый слон · g2 белая ладья · g1 белый король | a8 чёрный король · f8 чёрный слон · g4 чёрный слон · g3 белый слон · g2 белая ладья · g1 белый король | a8 чёрный король · f8 чёрный слон · g4 чёрный слон · g3 белый слон · g2 белая ладья · g1 белый король | a8 чёрный король · f8 чёрный слон · g4 чёрный слон · g3 белый слон · g2 белая ладья · g1 белый король | 4 |
| 3 | a8 чёрный король · f8 чёрный слон · g4 чёрный слон · g3 белый слон · g2 белая ладья · g1 белый король | a8 чёрный король · f8 чёрный слон · g4 чёрный слон · g3 белый слон · g2 белая ладья · g1 белый король | a8 чёрный король · f8 чёрный слон · g4 чёрный слон · g3 белый слон · g2 белая ладья · g1 белый король | a8 чёрный король · f8 чёрный слон · g4 чёрный слон · g3 белый слон · g2 белая ладья · g1 белый король | a8 чёрный король · f8 чёрный слон · g4 чёрный слон · g3 белый слон · g2 белая ладья · g1 белый король | a8 чёрный король · f8 чёрный слон · g4 чёрный слон · g3 белый слон · g2 белая ладья · g1 белый король | a8 чёрный король · f8 чёрный слон · g4 чёрный слон · g3 белый слон · g2 белая ладья · g1 белый король | a8 чёрный король · f8 чёрный слон · g4 чёрный слон · g3 белый слон · g2 белая ладья · g1 белый король | 3 |
| 2 | a8 чёрный король · f8 чёрный слон · g4 чёрный слон · g3 белый слон · g2 белая ладья · g1 белый король | a8 чёрный король · f8 чёрный слон · g4 чёрный слон · g3 белый слон · g2 белая ладья · g1 белый король | a8 чёрный король · f8 чёрный слон · g4 чёрный слон · g3 белый слон · g2 белая ладья · g1 белый король | a8 чёрный король · f8 чёрный слон · g4 чёрный слон · g3 белый слон · g2 белая ладья · g1 белый король | a8 чёрный король · f8 чёрный слон · g4 чёрный слон · g3 белый слон · g2 белая ладья · g1 белый король | a8 чёрный король · f8 чёрный слон · g4 чёрный слон · g3 белый слон · g2 белая ладья · g1 белый король | a8 чёрный король · f8 чёрный слон · g4 чёрный слон · g3 белый слон · g2 белая ладья · g1 белый король | a8 чёрный король · f8 чёрный слон · g4 чёрный слон · g3 белый слон · g2 белая ладья · g1 белый король | 2 |
| 1 | a8 чёрный король · f8 чёрный слон · g4 чёрный слон · g3 белый слон · g2 белая ладья · g1 белый король | a8 чёрный король · f8 чёрный слон · g4 чёрный слон · g3 белый слон · g2 белая ладья · g1 белый король | a8 чёрный король · f8 чёрный слон · g4 чёрный слон · g3 белый слон · g2 белая ладья · g1 белый король | a8 чёрный король · f8 чёрный слон · g4 чёрный слон · g3 белый слон · g2 белая ладья · g1 белый король | a8 чёрный король · f8 чёрный слон · g4 чёрный слон · g3 белый слон · g2 белая ладья · g1 белый король | a8 чёрный король · f8 чёрный слон · g4 чёрный слон · g3 белый слон · g2 белая ладья · g1 белый король | a8 чёрный король · f8 чёрный слон · g4 чёрный слон · g3 белый слон · g2 белая ладья · g1 белый король | a8 чёрный король · f8 чёрный слон · g4 чёрный слон · g3 белый слон · g2 белая ладья · g1 белый король | 1 |
|   | a | b | c | d | e | f | g | h |   |

1.Сf2 Сe6! 2.Лg6 Сd5! (При любом другом отходе слона один из чёрных слонов гибнет. 

К примеру: 2. … Сc4 3.Лc6 и 4.Лc8+; 2. … Сb3 3.Лa6+ и 4.Лb6+.) 

3.Лg5 Сc4 4.Лg4 Сb3 5.Лg3 Сa2 (Шаг за шагом, поле за полем проделали белая ладья и чёрный слон систематические движения, при чём ладья двигалась по вертикали. Сейчас начинается аналогичное эхо-преследование второго слона чёрных, на этот раз по диагонали.) 
 6.Лf3 Сe7 7. Лe3 Сd6 8.Лd3 Сb4 (Выдержать до конца систематичность движений невозможно. После этого хода чёрные быстро проигрывают вследствие 9.Лd4 С~ 10.Лa4+.)
|   | a                                                                                     | b                                                                                     | c                                                                                     | d                                                                                     | e                                                                                     | f                                                                                     | g                                                                                     | h                                                                                     |   |
| - | ------------------------------------------------------------------------------------- | ------------------------------------------------------------------------------------- | ------------------------------------------------------------------------------------- | ------------------------------------------------------------------------------------- | ------------------------------------------------------------------------------------- | ------------------------------------------------------------------------------------- | ------------------------------------------------------------------------------------- | ------------------------------------------------------------------------------------- | - |
| 8 | a5 белый король · d5 чёрный король · a4 белый ферзь · h4 белый слон · h1 чёрный ферзь | a5 белый король · d5 чёрный король · a4 белый ферзь · h4 белый слон · h1 чёрный ферзь | a5 белый король · d5 чёрный король · a4 белый ферзь · h4 белый слон · h1 чёрный ферзь | a5 белый король · d5 чёрный король · a4 белый ферзь · h4 белый слон · h1 чёрный ферзь | a5 белый король · d5 чёрный король · a4 белый ферзь · h4 белый слон · h1 чёрный ферзь | a5 белый король · d5 чёрный король · a4 белый ферзь · h4 белый слон · h1 чёрный ферзь | a5 белый король · d5 чёрный король · a4 белый ферзь · h4 белый слон · h1 чёрный ферзь | a5 белый король · d5 чёрный король · a4 белый ферзь · h4 белый слон · h1 чёрный ферзь | 8 |
| 7 | a5 белый король · d5 чёрный король · a4 белый ферзь · h4 белый слон · h1 чёрный ферзь | a5 белый король · d5 чёрный король · a4 белый ферзь · h4 белый слон · h1 чёрный ферзь | a5 белый король · d5 чёрный король · a4 белый ферзь · h4 белый слон · h1 чёрный ферзь | a5 белый король · d5 чёрный король · a4 белый ферзь · h4 белый слон · h1 чёрный ферзь | a5 белый король · d5 чёрный король · a4 белый ферзь · h4 белый слон · h1 чёрный ферзь | a5 белый король · d5 чёрный король · a4 белый ферзь · h4 белый слон · h1 чёрный ферзь | a5 белый король · d5 чёрный король · a4 белый ферзь · h4 белый слон · h1 чёрный ферзь | a5 белый король · d5 чёрный король · a4 белый ферзь · h4 белый слон · h1 чёрный ферзь | 7 |
| 6 | a5 белый король · d5 чёрный король · a4 белый ферзь · h4 белый слон · h1 чёрный ферзь | a5 белый король · d5 чёрный король · a4 белый ферзь · h4 белый слон · h1 чёрный ферзь | a5 белый король · d5 чёрный король · a4 белый ферзь · h4 белый слон · h1 чёрный ферзь | a5 белый король · d5 чёрный король · a4 белый ферзь · h4 белый слон · h1 чёрный ферзь | a5 белый король · d5 чёрный король · a4 белый ферзь · h4 белый слон · h1 чёрный ферзь | a5 белый король · d5 чёрный король · a4 белый ферзь · h4 белый слон · h1 чёрный ферзь | a5 белый король · d5 чёрный король · a4 белый ферзь · h4 белый слон · h1 чёрный ферзь | a5 белый король · d5 чёрный король · a4 белый ферзь · h4 белый слон · h1 чёрный ферзь | 6 |
| 5 | a5 белый король · d5 чёрный король · a4 белый ферзь · h4 белый слон · h1 чёрный ферзь | a5 белый король · d5 чёрный король · a4 белый ферзь · h4 белый слон · h1 чёрный ферзь | a5 белый король · d5 чёрный король · a4 белый ферзь · h4 белый слон · h1 чёрный ферзь | a5 белый король · d5 чёрный король · a4 белый ферзь · h4 белый слон · h1 чёрный ферзь | a5 белый король · d5 чёрный король · a4 белый ферзь · h4 белый слон · h1 чёрный ферзь | a5 белый король · d5 чёрный король · a4 белый ферзь · h4 белый слон · h1 чёрный ферзь | a5 белый король · d5 чёрный король · a4 белый ферзь · h4 белый слон · h1 чёрный ферзь | a5 белый король · d5 чёрный король · a4 белый ферзь · h4 белый слон · h1 чёрный ферзь | 5 |
| 4 | a5 белый король · d5 чёрный король · a4 белый ферзь · h4 белый слон · h1 чёрный ферзь | a5 белый король · d5 чёрный король · a4 белый ферзь · h4 белый слон · h1 чёрный ферзь | a5 белый король · d5 чёрный король · a4 белый ферзь · h4 белый слон · h1 чёрный ферзь | a5 белый король · d5 чёрный король · a4 белый ферзь · h4 белый слон · h1 чёрный ферзь | a5 белый король · d5 чёрный король · a4 белый ферзь · h4 белый слон · h1 чёрный ферзь | a5 белый король · d5 чёрный король · a4 белый ферзь · h4 белый слон · h1 чёрный ферзь | a5 белый король · d5 чёрный король · a4 белый ферзь · h4 белый слон · h1 чёрный ферзь | a5 белый король · d5 чёрный король · a4 белый ферзь · h4 белый слон · h1 чёрный ферзь | 4 |
| 3 | a5 белый король · d5 чёрный король · a4 белый ферзь · h4 белый слон · h1 чёрный ферзь | a5 белый король · d5 чёрный король · a4 белый ферзь · h4 белый слон · h1 чёрный ферзь | a5 белый король · d5 чёрный король · a4 белый ферзь · h4 белый слон · h1 чёрный ферзь | a5 белый король · d5 чёрный король · a4 белый ферзь · h4 белый слон · h1 чёрный ферзь | a5 белый король · d5 чёрный король · a4 белый ферзь · h4 белый слон · h1 чёрный ферзь | a5 белый король · d5 чёрный король · a4 белый ферзь · h4 белый слон · h1 чёрный ферзь | a5 белый король · d5 чёрный король · a4 белый ферзь · h4 белый слон · h1 чёрный ферзь | a5 белый король · d5 чёрный король · a4 белый ферзь · h4 белый слон · h1 чёрный ферзь | 3 |
| 2 | a5 белый король · d5 чёрный король · a4 белый ферзь · h4 белый слон · h1 чёрный ферзь | a5 белый король · d5 чёрный король · a4 белый ферзь · h4 белый слон · h1 чёрный ферзь | a5 белый король · d5 чёрный король · a4 белый ферзь · h4 белый слон · h1 чёрный ферзь | a5 белый король · d5 чёрный король · a4 белый ферзь · h4 белый слон · h1 чёрный ферзь | a5 белый король · d5 чёрный король · a4 белый ферзь · h4 белый слон · h1 чёрный ферзь | a5 белый король · d5 чёрный король · a4 белый ферзь · h4 белый слон · h1 чёрный ферзь | a5 белый король · d5 чёрный король · a4 белый ферзь · h4 белый слон · h1 чёрный ферзь | a5 белый король · d5 чёрный король · a4 белый ферзь · h4 белый слон · h1 чёрный ферзь | 2 |
| 1 | a5 белый король · d5 чёрный король · a4 белый ферзь · h4 белый слон · h1 чёрный ферзь | a5 белый король · d5 чёрный король · a4 белый ферзь · h4 белый слон · h1 чёрный ферзь | a5 белый король · d5 чёрный король · a4 белый ферзь · h4 белый слон · h1 чёрный ферзь | a5 белый король · d5 чёрный король · a4 белый ферзь · h4 белый слон · h1 чёрный ферзь | a5 белый король · d5 чёрный король · a4 белый ферзь · h4 белый слон · h1 чёрный ферзь | a5 белый король · d5 чёрный король · a4 белый ферзь · h4 белый слон · h1 чёрный ферзь | a5 белый король · d5 чёрный король · a4 белый ферзь · h4 белый слон · h1 чёрный ферзь | a5 белый король · d5 чёрный король · a4 белый ферзь · h4 белый слон · h1 чёрный ферзь | 1 |
|   | a                                                                                     | b                                                                                     | c                                                                                     | d                                                                                     | e                                                                                     | f                                                                                     | g                                                                                     | h                                                                                     |   |

Если упустить неприятельского короля, то ищи ветра в поле. Поэтому начало вынужденное. 

1.Фd7+ Крc4 (Сразу проигрывает 1. … Крe5 из-за 2.Фg7+ Крe6 3.Фe7+ Крf5 и ферзь делает пробежку по диагонали: 4.Фf6+ Крg4 5.Фg5+) 2.Фb5+ Крd4 3.Сf2+ Крc3 4.Сe1+ Крd4 (Или 4. … Фe1 5.Фb4+) 5.Фb2+ Крc5 6.Фb6+ Крc4 7.Фb4+ (Опять ферзь оседлал нужную диагональ) 7. … Крd3 8.Фc3+ Крe2 9.Фd2+ и выигрывают.

## Книги
- Bohemian Garnets, Stroud, 1923;
- České granáty v miniatuře, Praha, 1936;
- České granáty, dl. 2, Praha, 1943.